# Geistliche Verwaltung der Muslime der Ukraine

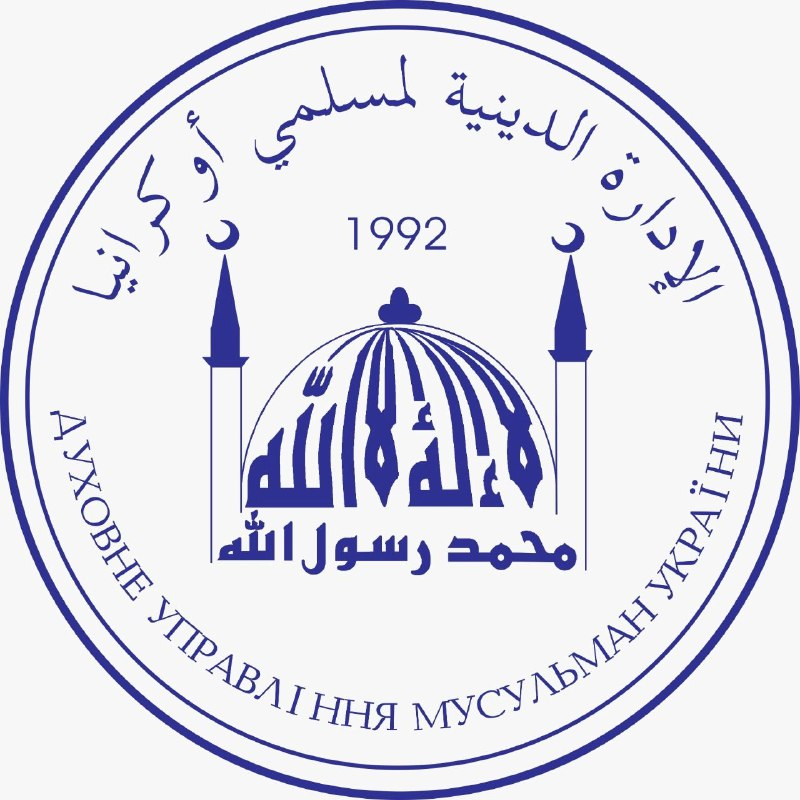
Logo der DUMU

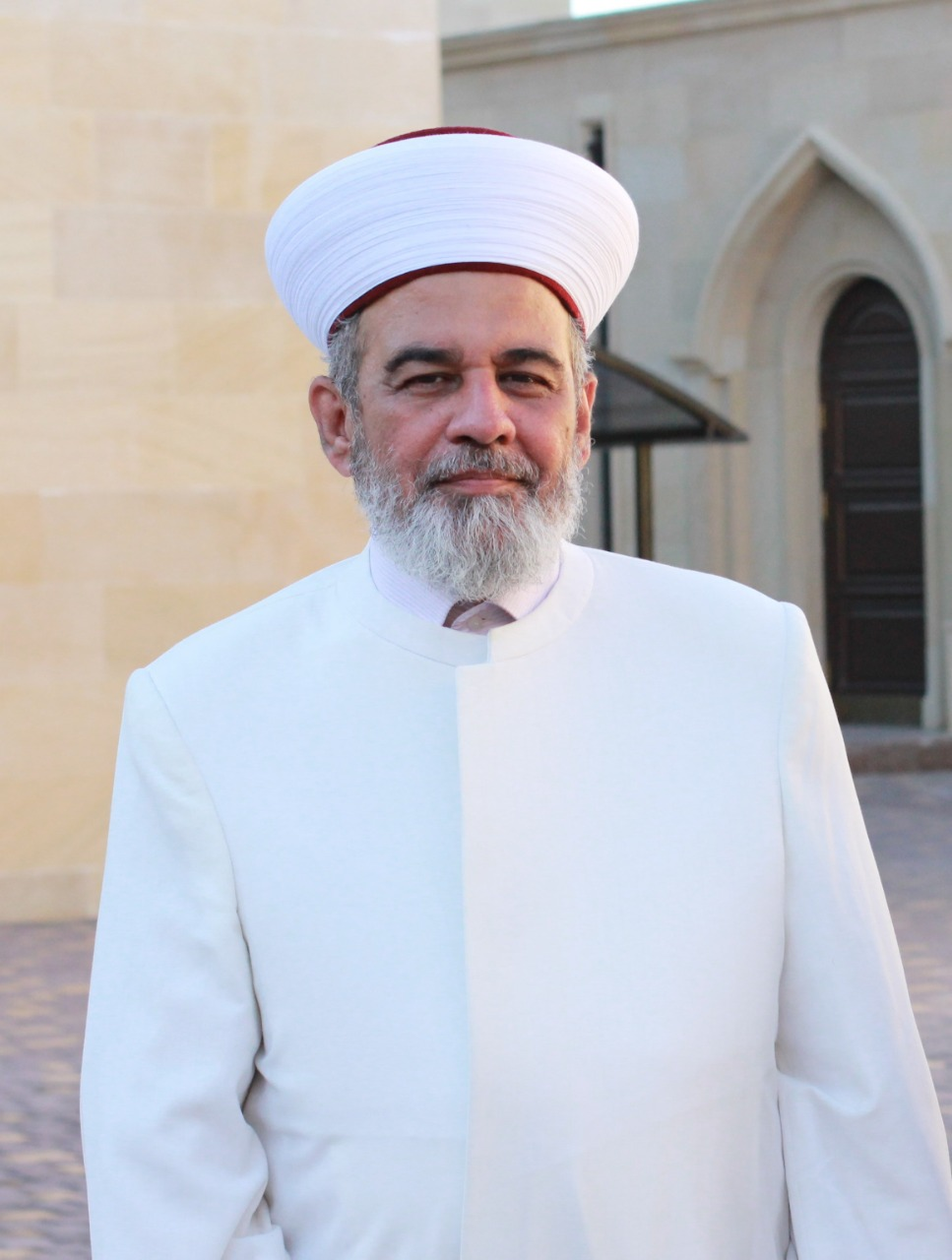
Mufti Scheich Ahmad Tamim

Die Geistliche Verwaltung der Muslime der Ukraine (russisch Духовное управление мусульман Украины, ukrainisch: Духовне управління мусульман України"; Abk. ДУМУ / DUMU) ist eine der vier größeren muslimischen Organisationen in der Ukraine. Ihr Sitz ist in Kiew. Ihr Vorsitzender als Mufti der Ukraine ist Ahmed Tamim (Ахмед Тамім), libanesischer Herkunft, einer der Erstunterzeichner des offenen Briefes Ein gemeinsames Wort zwischen Uns und Euch und der Botschaft aus Amman.
Die Geistliche Verwaltung der Muslime der Ukraine gehört dem 1996 unter dem staatlichen Komitee der Ukraine für religiöse Angelegenheiten als interreligiöse Einrichtung gegründeten Allukrainischen Rat der Kirchen und religiösen Organisationen an.
Der DUMU gelang es, die Ar-Rahma-Moschee in Kiew zu errichten, die erste Moschee in der Geschichte der Stadt, die speziell für diesen Zweck gebaut wurde.